# The Sowetan

The Sowetan est un journal sud-africain de langue anglaise fondé en 1981. Plus grand journal de la population noire d'Afrique du Sud, et deuxième quotidien du pays en nombre d'exemplaires vendus, il est diffusé à 150 000 exemplaires, essentiellement dans la province du Gauteng. S'il vise la nouvelle classe moyenne noire, la majorité de son lectorat est issue des milieux défavorisés des townships. The Sowetan est détenu par le groupe de presse Black Empowerment Nail

## Origines
Fondé sous le titre The Sowetan en 1981, ce quotidien succédait en fait aux titres Bantu World (1932-1955), The World (1955-1977) et The Post Transvaal (1978-1981).
Il est fondé par des membres du Congrès national africain (ANC) dans le cadre du combat politique contre l'apartheid. Sa position reste néanmoins suffisamment prudente, évitant de soutenir directement l'ANC, pour ne pas subir de mesure d'interdiction au moment de la révolte des townships des années 1984-1986, laquelle avait été accompagnée de la proclamation de l'état d'urgence.

## Journal d'opinion
Soutien critique de l'ANC et des gouvernements sud-africains successifs depuis 1994, The Sowetan s'est donné également une mission d'éducation de la population noire, qui s'est concrétisée par la publication de suppléments spéciaux destinés aux écoliers et aux collégiens.
The Sowetan doit une grande partie de son succès à Aggrey Klaaste (1940-2004) qui fut son rédacteur en chef de 1988 à 2002 et l'auteur du  concept d'« édification de la nation » (Nation Building). En prenant la direction du journal en 1988, il avait réorienté la politique de celui-ci vers les populations les plus fragiles en promouvant des actions ouvertes notamment en faveur de l'éducation, du code de la famille ou encore de la création de mutuelles pour les plus âgés, parvenant à porter le tirage à plus de 180 000 exemplaires quotidiens lus par près de 2 millions de lecteurs (essentiellement masculins).